# Zelotaea dubia
Zelotaea dubia är en fjärilsart som beskrevs av Bates 1868. Zelotaea dubia ingår i släktet Zelotaea och familjen Riodinidae. Inga underarter finns listade i Catalogue of Life.